# Pass Out
Pass Out è un singolo del rapper britannico Tinie Tempah, pubblicato il 28 agosto 2010 come primo estratto dall'album Disc-Overy.

## Descrizione
Il singolo è stato reso disponibile per il download digitale nel Regno Unito. Il produttore e autore del brano, Labrinth partecipa ai cori del brano, benché non venga citato nei crediti del brano. È stato pubblicato negli Stati Uniti il 16 novembre 2010.

## Tracce
Download digitale
1. Pass Out (explicit) – 4:27
2. Pass Out (radio edit/clean) – 3:56
3. Pass Out (DC Breaks Remix/explicit) – 4:31
4. Pass Out (instrumental) – 4:27
5. Pass Out (music video/clean) – 3:56

Durata totale: 21:17
7"
1. Pass Out (explicit) – 4:27
2. Pass Out (SBTRKT Remix) – 4:46

Durata totale: 9:13

## Classifiche
| Classifica (2010) | Posizione più alta |
| ----------------- | ------------------ |
| Europa            | 34                 |
| Germania          | 36                 |
| Irlanda           | 3                  |
| Nuova Zelanda     | 3                  |
| Regno Unito       | 1                  |